# Рыбный ворон
Рыбный ворон (лат. Corvus ossifragus) — вид птиц семейства врановых, впервые был описан Александром Вильсоном в 1812 году.

## Описание

изображение рыбного ворона

Размер птиц этого вида небольшой (36-41 см в длину). Масса взрослой особи составляет 280–320 граммов у самца и около 247–293 граммов у самки. Они обладают гладким оперением, чёрным с сине-зелёным или синим оттенком вверху и более зелёный оттенок внизу. Тёмно-коричневый цвет глаз. Ноги короткие, но стройные. На конце надклювья есть небольшой острый крючок.
Нередко рыбного ворона путают с американским вороном (Corvus brachyrhynchos), который обитает рядом с рыбным вороном. Они различаются только криком и клюв рыбного ворона незначительно меньше, чем у американского. Несмотря на внешнюю похожесть, генетического родства между рыбным и американским вороном нет. Наиболее генетически близкие виды к рыбному ворону — Corvus sinaloae и мексиканский ворон (Corvus imparatus)

## Среда обитания
Для среды обитания ворону больше всего подходят водно-болотистые места.
Он встречается на восточном побережье Соединённых Штатов, от штата Род-Айленд к югу на Ки-Уэст, на запад — вдоль северной части побережья Мексиканского залива, простираясь вдоль рек вглубь материка.

## Питание
Основной рацион рыбного ворона составляют наземные беспозвоночные и рыба, добытая на мелководье. Также в пищу употребляет мелких ракообразных, таких как креветки или крабы. Может поедать яйца и птенцов. Рыбный ворон всеяден. Кроме пищи животного происхождения в его рацион входят орехи и зерна, а также плоды деревьев. Может употреблять отходы вблизи человеческих жилищ.

## Размножение
Живут вороны колониями, а гнездятся высоко на деревьях. Цвет яиц схож с цветом яиц чёрной вороны — сине-зелёные с оливково-коричневыми пятнами. В кладке бывает 4-5 яиц.

## Голос
Рыбный ворон издаёт назальный легко распознаваемый звук «uh-uh».
В Америке есть такая шутка о рыбном вороне и о том, как их различить с американским: просто спросите ворона — «ты Американский ворон?», и если тот ответит «нет» — значит он рыбный («нет», англ. no, звучит очень похоже на звук карканья этого ворона).